# ガンダーラ語
ガンダーラ語（ガンダーラご、Gāndhārī）は、紀元前3世紀から紀元後3世紀ごろにかけて南アジア西北部（現在のパキスタン北部とアフガニスタン東部）にあたるガンダーラ地方で使用されたインド語派の言語で、中期インド語（プラークリット）のひとつ。ガーンダーリーとも呼ぶ。
南アジアのほかに、中央アジアでも使われている。書かれた時代差・地域差・目的の差に起因する違いを除けば、これらのテキストに使われている言語はほぼ同じ特徴を示す。

## 名称
古くは単に「北西プラークリット」と呼ばれていた。ハロルド・ウォルター・ベイリーが「Gāndhārī」の語を使って以来、その語が使われるようになった。

## ガンダーラ語文献
ガンダーラ語の文献はカローシュティー文字で右から左に書かれる。アショーカ王の磨崖詔勅が古く、ほかに貨幣の銘文、中央アジアのニヤ遺跡などで発見された文書、および主に1990年代以降にアフガン内戦にともなって大量に流出したガンダーラ語仏教写本などがある。特に大英博物館が入手したものは、調査を行ったリチャード・サロモンによると1世紀前半の法蔵部のものであり、仏典としては現存最古である。「仏教界の死海文書」と呼ばれることもある。
現在までに発見された文献の詳細はカローシュティー文字を参照。

## 言語の特徴
ガンダーラ語の音韻体系は、表記上の制約のため、また音価の不明な文字があるため、完全にはわかっていないが、全体的には以下のような特徴を持つ。
- 他の中期インド語と共通の特徴。
  - 母音の単純化。ai・aya → e、au・ava → o など。
  - 子音連結の単純化。
  - 母音にはさまれた子音の弱化。パーリ語はこの変化をおこしていないが、他の中期インド語では一般的。t → d, p・b → v, c・j → y など。

- ガンダーラ語に固有の特徴。
  - アクセントのない母音の弱化と、それによる母音表記の不安定化。とくに語末では o → u, e → i になることが多い。同じ単語でも異なった母音で書かれることがある。
  - サンスクリットにある3つの歯擦音 (ś ṣ s)を区別する。パーリ語ではすべて s になっている。3つの歯擦音の区別はサンスクリットとだいたい対応するが、サンスクリットの śr が ṣ になるなど、独自の変化もある。
  - サンスクリットの kṣ にあたる専用の文字がある。正確な音価は不明だが、他のプラークリットのように消滅していない。
  - パーリ語では子音連結がほぼ完全に消滅しているのに対し、ガンダーラ語はいくつかの子音連結を残している。

## 漢訳仏典との関係
初期漢訳仏典の音訳語の特徴が、サンスクリットではなくプラークリットの一種に由来することを示しており、かつガンダーラ語に近い音韻的特徴を持っていることは1930年代にすでに指摘されていたが、肝心のガンダーラ語で書かれた仏典は19世紀末にホータン近辺で発見されたガンダーラ語法句経しかなかった。しかし近年になってガンダーラ地方から大量の仏典が発見された。
ジョン・ブラフによると、
- サンスクリットの anavatapta を「阿耨達池」とするのは、ガンダーラ語の aṇuva- に由来すると考えるとよく理解される。
- サンスクリットの jāmbūnada を「閻浮檀」とするが、ガンダーラ語法句経では jabodaṇa と音位転換を起こしており、ガンダーラ語に由来すると考えるとよく理解される。

また、長阿含経の音訳語はサンスクリットに由来しないが、ś ṣ s の区別は保たれており、ガンダーラ語的な特徴を示している。śramaṇa が「沙門」（沙はそり舌音 ṣa に対応）と訳されるのはガンダーラ語の ṣamaṇa に由来すると考えると理解される。

## 例
ガンダーラ語法句経より、パーリ語とサンスクリットに対応のある第215詩を示す。8音節からなる句を4つ並べた韻文形式（シュローカ）になっている。
| ガンダーラ語 ダルマパダ (215)                                                 | パーリ語 ダンマパダ (311)                                                               | サンスクリット ウダーナヴァルガ (11.4)                                               | 漢訳 法句経 地獄品第三十                      |
| ----------------------------------------------------------------------------- | --------------------------------------------------------------------------------------- | ------------------------------------------------------------------------------------ | --------------------------------------------- |
| śaru yadha drugahido hasta aṇuvikatadi ṣamaña droparamuṭho niraya uvakaḍhadi. | kuso yathā duggahito hattham evānukantati sāmaññaṃ dupparāmaṭṭhaṃ nirayāya upakaḍḍhati. | śaro yathā durgr̥hīto hastam evāpakr̥ntati śrāmaṇyaṃ duṣparāmr̥ṣṭaṃ narakān upakarṣati. | 譬如抜菅草 執緩則傷手 学戒不禁制 獄録乃自賊。 |

逐語訳: まずく握られた(dru-gahido)矢が(śaru)手を(hasta)切る(aṇu-vi-katadi)ように(yadha)、まずく行った(dro-para-muṭho)修行は(ṣamaña)地獄に(niraya)引きこむ(uva-kaḍhadi)。
カローシュティー文字の制約により、ガンダーラ語では母音の長短の区別や重子音が示されていない。また法句経では原則として ṃ は表記されない。
ガンダーラ語のテキストはパーリ語のものによく似ているが、母音間の子音の有声化(yathā → yadha・upa- → uva-)、語末母音の弱化がはっきり見られる。サンスクリットの hastam 「手」はパーリ語では hattham に変化しているが、ガンダーラ語では hasta と子音連結を残している。dur- 「悪く」は音位転換をおこして dru- になっている。